# Мерихатхор
Мерихатхор (Мерит-Хатор) — Первый египетский фараон X династии Первого переходного периода. Его имя не упоминается в Туринском папирусе, и его единственное упоминание на чернильной надписи заказанной Дьехутинахтом II.

## Споры
Существует спор на счёт имени из-за того, что знак «Хатор» частично повреждён. Некоторые египтологи считают то, что первым фараоном X династии был Неферкар VIII. Некоторые авторы, такие как Эдвард Броварски считают что его зовут Мерибре.